# 블루릭스 전투
블루릭스 전투(Battle of Blue Licks)는 1782년 8월 19일에, 미국 독립 전쟁 중의 켄터키에서 마지막으로 벌어진 전투이다. 전투가 벌어진 요크타운에서 찰스 콘월리스가 항복한 10개월 후이며, 실질적으로는 동부의 독립 전쟁은 끝났다. 현재의 켄터키 로버트슨 카운티의 릭킹 강에 인접한 언덕에서 50명의 영국군 레인저스와 300명의 인디언이 매복을 해서 182명의 켄터키 민병대를 붕괴시켰다. 독립 전쟁 중의 켄터키에서 최대의 패배였다.

## 배경

### 콜드웰 원정대
1781년 10월에 콘월리스 휘하의 영국군이 요크타운에서 항복했지만, 서쪽 변방 전투는 계속되고 있었다. 디트로이트 요새 영국군에게 지원된 오하이오 강 북쪽 인디언은 미국인 개척민들을 버지니아 서부(오늘의 켄터키와 웨스트버지니아)에서 몰아내려는 움직임을 배가시키고 있었다.
1782년 7월, 오하이오 카운티의 매드 강 상류 근처의 쇼니 족의 마을에서 대규모 인디언이 집결하였다. 쇼니 족 외에 참가한 부족은 델라웨어 족, 밍고 족, 와이언도트 족, 마이애미 족, 오타와 족, 오지브와 족과 포타와토미 족이었다. 윌리엄 콜드웰 대위가 이끄는 150명의 영국군 레인저스와 알렉산더 맥키, 사이먼 거티와 매튜 엘리엇이 이끄는 1,100명의 인디언이 오하이오 강 상류의 휠링 기습에 파견되었다. 이것은 미국인 개척지에 보낸 병력으로는 최대 규모였다.
그러나 척후의 조사에서 인디언이 가장 두려워했던 미국인 지휘관인 조지 로저스 클라크가 켄터키에서 오하이오 영토를 침공할 준비를 하고 있다는 정보가 들어오자 이 원정대는 중단되었다. 콜드웰의 부대는 클라크 부대를 저지하기 위해 매드 강까지 돌아왔지만, 클라크 부대는 나타나지 않았다. 클라크 부대 출동 소문 헛소문이라고 알려졌다. 클라크는 오하이오 강을 초계하는 큰 배를 준비하고 있었지만, 원정 준비를 한 것은 아니었다. 대부분의 인디언들은 그들의 고향으로 되돌아 갔다.

## 브라이언 스테이션
남은 인원은 영국군 레인저스 50명과 인디언 300명이었지만, 콜드웰과 맥키는 이 부대를 데리고 켄터키로 들어갔다. 이 부대는 브라이언 스테이션의 개척지를 급습할 생각이었지만, 개척자들은 적 부대 접근 정보를 사전에 입수하고 방어를 굳게 하고 있었다. 콜드웰과 맥키의 부대는 8월 15일에 브라이언 스테이션을 포위했지만, 켄터키 민병대가 다가오고 있다는 것을 알고 8월 17일에 철수했다.

## 같이 보기
- 미국 독립 전쟁